# Larderello

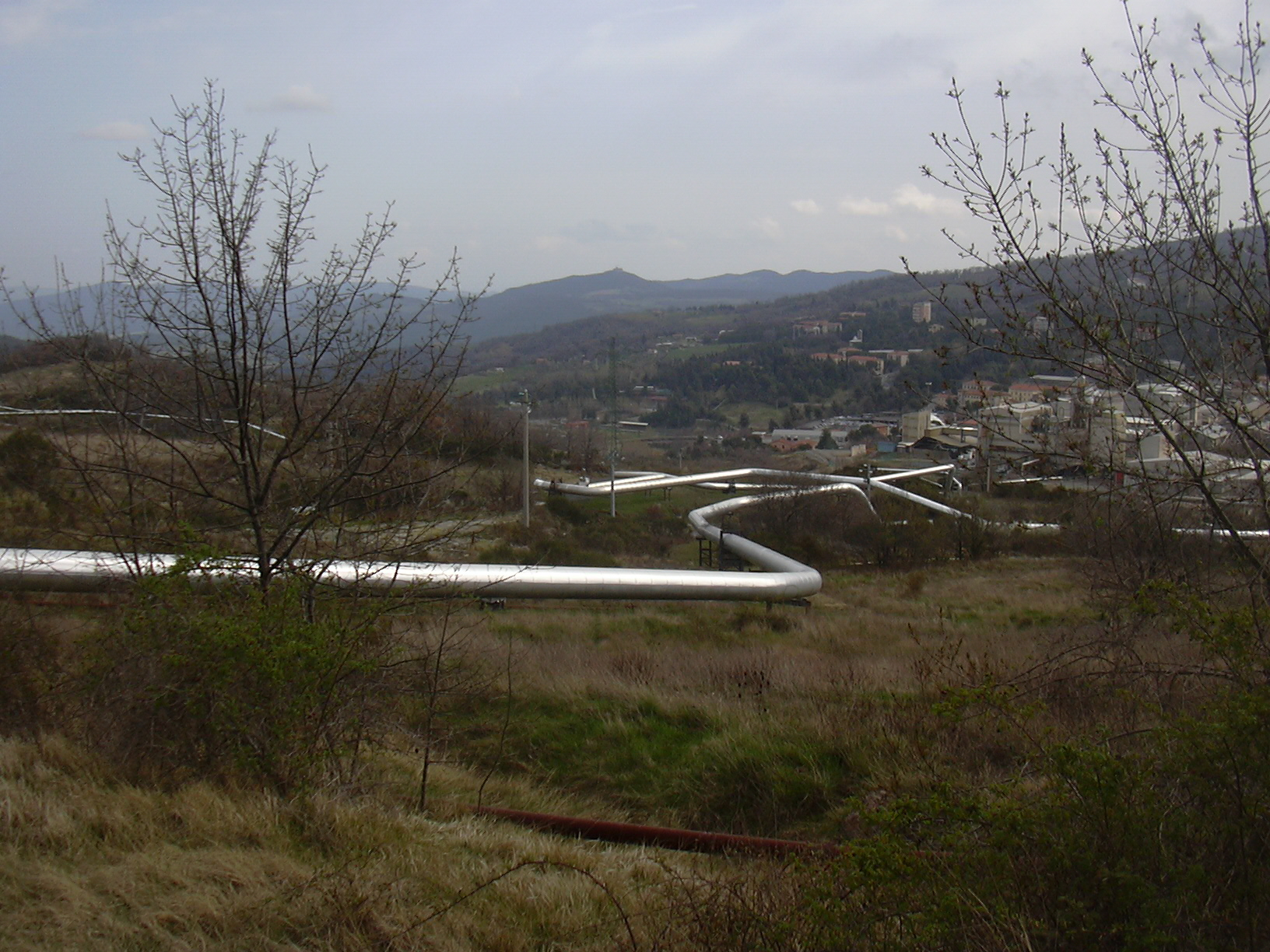
Conducte pentru generarea de energie geotermală în Valle del Diavolo (Valea Dracului), Larderello.

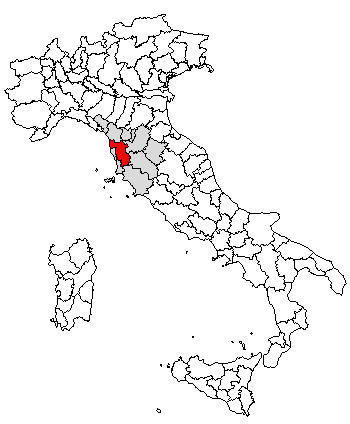
Locaţia din provincia Pisa

Larderello este o frazione a comunei Pomarance, în Toscana, în Italia centrală. Este o zonă activă geologic, renumită pentru productivitatea geotermală. 

## Geografia
Regiunea a cunoscut ocazional erupții vulcanice freatice, cauzate de izbucniri explozive a aburului prins sub suprafață. Aceasta dispune de o duzină de cratere de explozie care au 30-250 m în diametru. Cel mai mare este craterul Lago Vecchienna, acum umplut cu un lac, care a erupt ultima dată în jurul 1282.
Larderello produce acum 10% din energia electrică geotermală a lumii, în valoare de 4800 GWh pe an și alimentează aproximativ un milion de gospodării italiene. Geologia sa unică facilitează producerea de energie geotermală, cu roci de granit fierbinți situate aproape neobișnuit de suprafață, acestea produc abur fierbinte care are 220 °C.

## Istoria
Regiunea a fost cunoscută din cele mai vechi timpuri datorită naturii sale vulcanice și izvoarelor excepțional de fierbinți. Romanii au folosit izvoarele sale de sulf pentru băi.
Cunoscută sub numele de Montecerboli până în secolul al XIX-lea, a devenit unul dintre primele locuri din lume unde energia geotermală a fost exploatată pentru a sprijini industria. În 1827 François de Larderel, un francez, a inventat o modalitate de extragere a acidului boric din noroi vulcanic prin utilizarea aburului pentru a încălzi cazane pentru separarea acidului de noroi. "Leopold al II-lea", Marele Duce de Toscana a fost un susținător entuziast al sistemului Larderel și i-a acordat titlul de "Conte de Montecerboli" un deceniu mai târziu. Un oraș, numit Larderello în onoarea muncii lui Larderel, a fost fondat la casa muncitorilor din fabrica de producție de acid boric. 
Regiunea a fost locul unui experiment de pionierat în producția de energie din surse geotermale în 1904, atunci când cinci becuri au fost aprinse de energia electrică produsă de aburul emergent din orificiile de ventilare din sol - aceasta a fost prima demonstrație practică a puterii geotermale.
Prințul Piero Ginori Conti a testat primul generator de energie geotermală la 4 iulie 1904, la Larderello în Italia. A fost un generator mic care a aprins patru becuri electrice. 
În 1911, prima centrală geotermală a fost construită în Valle del Diavolo (Valea diavolului), numită după apa fierbinte care se ridica de acolo. Acesta a fost singurul producător industrial din lume de energie electrică geotermală până în 1958, atunci când Noua Zeelandă a construit o fabrică proprie în Wairakei. În ultimii ani, preocupările au fost exprimate cu privire la durabilitatea aprovizionării cu aburi, aceste preocupări au fost determinate de scăderea cu 30% a nivelurilor de presiune ale aburului față de nivelurile maxime care au fost înregistrate în anii 1950.